# La Mise au tombeau (Bouts)
Pour les articles homonymes, voir La Mise au tombeau.
La Mise au tombeau est une peinture exécutée à la détrempe sur toile attribuée au maître flamand primitif Dirk Bouts et conservée à la National Gallery de Londres. Généralement datée entre 1440 et 1455, l'œuvre représente la scène biblique de la mise au tombeau de Jésus-Christ. 
Elle est probablement conçue comme un panneau latéral d'un vaste polyptyque à charnières. Bien que le retable dans son ensemble demeure aujourd'hui disparu, les hypothèses convergent pour suggérer qu'il comporte un panneau central figurant la Crucifixion, encadré de quatre panneaux latéraux plus petits qui illustrent divers épisodes de la vie du Christ. Ces panneaux latéraux de dimensions réduites seraient disposés selon une configuration similaire au Polyptyque du Saint-Sacrement de Bouts, daté de 1464-1468. L'œuvre, considérée par les experts comme un ensemble plus vaste, est vraisemblablement commandée en vue d'une exportation vers l'Italie, possiblement pour un commanditaire vénitien dont l'identité reste encore inconnue. La première mention documentée de La Mise au Tombeau figure dans un inventaire milanais du milieu du XIXe siècle.
Le tableau offre une représentation à la fois austère et poignante de la douleur et du deuil. Il met en scène un groupe de sept personnages endeuillés, composés de quatre figures féminines et de trois figures masculines, réunis autour du corps inanimé du Christ. Son état de conservation est comparativement médiocre pour une peinture sur panneau de cette époque. Ses couleurs sont aujourd'hui ternes, moins vives qu'à l'origine, et moins intenses que les peintures contemporaines à l'huile ou à la tempera sur bois. Une couche de saleté grise la recouvre, rendant son nettoyage impossible sans risquer d'endommager la peinture et les pigments, car la colle utilisée est soluble dans l'eau. La partie supérieure, protégée par un cadre, est cependant mieux conservée.

## Description
La Mise au tombeau représente le corps du Christ, enveloppé d’un linceul immaculé et ceint de la Sainte Couronne, au moment où il est descendu dans une sépulture creusée dans la pierre. Autour de lui se tiennent sept figures endeuillées, vêtues selon la mode en usage dans les Pays-Bas bourguignons du XVe siècle. Parmi celles qui se tiennent debout à ses côtés, les trois femmes baissent les yeux en signe de recueillement, tandis que les deux hommes soutiennent le regard du défunt. À l’inverse, les deux personnages agenouillés ou accroupis aux pieds du Christ détournent leur regard, accentuant la dynamique introspective de la scène. L’arrière-plan déploie un vaste paysage empreint de douceur, où serpente un chemin aux courbes paisibles, longeant une large rivière avant de s’effacer dans une lointaine étendue de collines et de bosquets. Bouts est considéré par les critiques d'art comme un artiste novateur dans la peinture de paysage. Dans le cadre de ses portraits, Bouts insère souvent, en arrière-plan, des vues ouvertes sur l’extérieur par des fenêtres. La composition paysagère de La Mise au tombeau est fréquemment citée parmi ses chefs-d’œuvre. Elle illustre une esthétique récurrente chez l’artiste : des collines aux teintes brunes et vertes se détachant sous un ciel d’azur. L’historien de l’art Wolfgang Schöne propose cependant une lecture plus intériorisée de l’œuvre. Il parle d’« un silence immobile sous un ciel gris » et s’interroge : « Où, ailleurs, un ciel gris s’impose-t-il comme vecteur d’une expression émotionnelle dans la peinture flamande primitive ? ». 
Nicodème, le pharisien, soutient le corps inerte du Christ au moment où celui-ci est descendu dans le tombeau. Il se reconnaît à ses traits, proches de ceux de Simon le Pharisien dans une autre composition attribuée à Bouts, Le Christ dans la maison de Simon le Pharisien. La Vierge, coiffée d’un voile blanc et vêtue d’une robe bleu profond recouverte d’un manteau aux teintes jaunâtres, retient le bras de son fils juste au-dessus du poignet, comme si elle hésitait à se séparer définitivement de lui. Jean l’Évangéliste, en robe rouge, lui apporte son soutien. À sa gauche se tient Marie Salomé, drapée dans une tunique verte, qui essuie ses larmes avec un pan de son voile immaculé. Derrière elles, Marie de Cléophas se couvre la bouche d’un tissu rouge, dans un geste de douleur contenue. Au premier plan, aux pieds du Christ, Marie Madeleine est agenouillée dans un manteau aux plis abondants. Enfin, l’homme vêtu d’un tabar brun-vert, également placé au pied du défunt, est sans doute Joseph d'Arimathie, ce notable mentionné par les quatre Évangiles canoniques, qui se charge de transporter le corps du Christ depuis le prétoire de Ponce Pilate jusqu’au Golgotha.

## Technique

### Support
La Mise au tombeau est réalisé sur une toile de lin à armure toile, dont le tissage, d’une finesse remarquable, compte entre 20 et 22 fils verticaux et de 19 à 22 fils horizontaux par centimètre,. Le fil, torsadé selon un sens dit  « en Z », témoigne d’une torsion serrée qui assure solidité et régularité au tissu. Celui-ci est vraisemblablement constitué de lin pur ou d’un mélange de lin et de coton,. Fait exceptionnel, le support est doublé d’une seconde toile analogue, mais plus finement tissée, tendue sur un châssis en bois. Avant la mise en peinture, la toile est d’abord fixée sur un châssis provisoire, puis encadrée d’un liseré brun — encore perceptible au bas de la composition — qui sert de guide pour ajuster et découper précisément l’œuvre avant son montage définitif. La préparation de la surface repose sur une technique de détrempe, où les pigments, dilués dans l’eau, sont liés à l’aide d’une colle élaborée à partir de peaux animales bouillies et de tissus organiques. Cette préparation est appliquée sur la toile elle-même, également traitée avec cette colle, puis fixée au châssis au moyen d’un adhésif semblable. La peinture, absorbée en profondeur par les fibres, traverse parfois la toile, laissant apparaître une image fantôme au revers, que l’on recouvre alors d’un second tissu de renfort.

### Pigments
Les pigments mélangés à une base de colle possèdent des propriétés optiques qui leur donnent une opacité marquée et une intensité de couleur saisissante. Contrairement à la peinture à l'huile, qui tend à rendre la craie semi-transparente, la colle préserve sa blancheur dense et éclatante. De même, les pigments précieux appliqués dans ce médium acquièrent une luminosité mate et profonde. Le blanc est obtenu à partir de craie, parfois enrichie de blanc de plomb, notamment visible dans le manteau et le voile de Marie Madeleine, le suaire du Christ et le voile de la Vierge. L’artiste recourt à quatre pigments bleus, ce qui constitue une exception pour son époque, l’indigo étant le plus utilisé. D’origine végétale, ce dernier est connu pour sa tendance à s’altérer avec le temps. L’azurite et le blanc de plomb servent de base sous-jacente. Le paysage mêle l’indigo au jaune de plomb-étain, tandis que le ciel et le col de Nicodème sont peints avec une azurite plus claire et moins saturée. La robe de la Vierge combine pour sa part l’azurite, l’outremer et le smalt, un bleu obtenu par broyage du verre teinté au cobalt. La Mise au tombeau compte parmi les toutes premières œuvres européennes où l’usage du smalt peut être vérifié avec certitude. Cette présence remet en question l’idée reçue selon laquelle ce pigment ne serait apparu qu’au cours du XVIe siècle.

### Palette chromatique
Les tonalités de vert utilisées dans la composition proviennent en grande partie du vert-de-gris. Toutefois, dans le paysage, les nuances dominantes résultent principalement de combinaisons de pigments bleus et jaunes. Le tissu que porte Marie Salomé se distingue par un vert obtenu à partir de malachite mêlée à du laque jaune. Quant aux bruns, ils sont issus de mélanges de rouges et de noirs. La robe rouge de saint Jean est composée de cinabre et de vermillon, ce dernier étant élaboré à partir de la garance et de colorants d’origine animale, extraits d’insectes. Certains rouges, associés à des pigments terreux stables à la lumière, ont conservé une vivacité remarquable, proche de leur aspect d’origine. Les noirs sont majoritairement obtenus à partir d’os calcinés, bien que le charbon de bois soit également utilisé dans certaines zones. Mélangés à la craie, ces noirs prennent parfois une teinte chaude allant du rouge sombre au brun terreux. 
Par endroits, la finesse de la couche picturale laisse transparaître la trame du support textile. Des perforations laissées par des clous apparaissent dans la bordure inférieure et dans la partie supérieure de la scène, au niveau du ciel, une zone qui se trouvait autrefois dissimulée sous le cadre. Ces marques indiquent que le cadre a été positionné à une hauteur inférieure à celle prévue initialement par Bouts. Il est probable que cette opération ait été confiée à un menuisier indépendant, comme c’était l’usage pour les œuvres réalisées sur commande. Ce positionnement plus bas que prévu a eu pour effet de protéger certaines zones de la peinture de l’exposition directe à la lumière. Grâce à cela, les couleurs initiales ont été remarquablement préservées. À l’origine, le panneau est fixé à son encadrement à l’aide de chevilles et de clous, ces derniers servant à tendre et maintenir la toile de lin sur le châssis de bois sous-jacent.

## État de conservation
Au XVe siècle, la peinture sur toile de lin utilisant une colle animale comme liant constitue une alternative économique à la peinture à l’huile, ce qui explique la large diffusion de cette technique. Contrairement à l’huile, la colle ne pénètre pas profondément les pigments, qui conservent ainsi une texture mate et opaque, conférant aux rouges et aux bleus une intensité particulièrement vive lorsqu’ils sont appliqués sur le tissu. La toile, d’une grande fragilité, se dégrade rapidement, et cette œuvre figure parmi les rares exemples de cette méthode encore remarquablement conservés, la majorité des œuvres subsistantes ayant été réalisées sur bois, à l’huile ou à la tempera à l’œuf. Pour préserver ces peintures délicates, les artistes recouraient fréquemment à des rideaux ou à des plaques de verre.
À l’origine, les couleurs se révélaient éclatantes et nettes, mais au fil de plus de cinq siècles et demi, la surface s’est couverte de couches de dépôts grisâtres qui ternissent les nuances et atténuent leur éclat. Si ces impuretés seraient ordinairement éliminées durant les restaurations, la nature extrêmement fragile d’une œuvre réalisée avec un médium soluble à l’eau interdit toute intervention susceptible de compromettre les pigments. Ainsi, les teintes qui subsistent ont considérablement perdu de leur intensité originelle. Le manteau de la Vierge, devenu brun, était à l’origine d’un bleu profond. Le tabar de Joseph, auparavant bleu, apparaît désormais vert. Les indigos du paysage se sont effacés tandis que l’azurite du col de Nicodème s’est obscurcie.
Cette technique révèle toute sa maîtrise chez Dirk Bouts, qui, selon l’historienne de l’art Susan Jones, parvient à « atteindre une telle sophistication en conjuguant des détails linéaires d’une grande finesse avec des transitions tonales d’une subtilité remarquable ». Jones observe que le ciel conserve un bleu clair et délicat, encore visible dans une bande étroite au sommet de l’œuvre, protégée des agressions lumineuses et de la poussière par un cadre. Dans son état actuel, ce paysage atténué semble refléter la tristesse profonde des figures en deuil. 
L’examen aux rayons X met en lumière la présence de quelques esquisses préparatoires tracées à la craie sur le support avant l’application de la peinture. Ces lignes demeurent perceptibles en certains endroits, notamment sur le voile et le manteau de la Vierge ainsi que sur le Saint-Suaire. La photographie infrarouge révèle quant à elle une faible présence de sous-dessins, tout en indiquant que la composition a été plusieurs fois modifiée avant son achèvement : la figure de Marie Salomé est légèrement déplacée vers la gauche, les proportions du bras et de l’épaule de Nicodème ont été réduites, et le visage de Marie Madeleine a été peint par-dessus le manteau de la Vierge.
La toile supportant cette œuvre fait l’objet d’un doublage réalisé avec un lin plus fin, puis d’un re-tensionnement, probablement exécutés par le même artisan chargé du traitement des autres panneaux du retable principal. Dès le début du XIXe siècle, et avant son entrée à la National Gallery, elle est protégée par une plaque de verre, comme en témoigne Eastlake en 1858. L’œuvre a vraisemblablement été envoyée à son commanditaire roulée et sans cadre. Une bordure brune peinte sur les quatre côtés délimite l’emplacement destiné au cadre lors de sa fixation sur le support définitif. La présence d’une série de trous de clous, marqués par des auréoles de rouille et alignés sur le haut de la toile, révèle que le cadre a finalement été placé à l’intérieur du champ pictural, bien en dessous de la position initialement prévue par Bouts. Ce cadrage bas a contribué à préserver une partie de la toile de la dégradation et permet d’apprécier aujourd’hui certaines couleurs dans leur état originel.

## Polyptyque

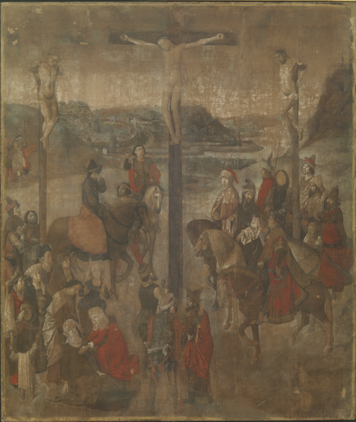
La Crucifixion de Dirk Bouts (avant 1464). En 1988, Robert Koch avance l'hypothèse que ce panneau endommagé, conservé à Bruxelles, constituait le panneau central du polyptyque perdu intitulé Scènes de la vie du Christ,.

Certains spécialistes considèrent que La Mise au tombeau appartenait à un retable plus vaste constitué de plusieurs panneaux formant un polyptyque. Charles Eastlake découvre cette œuvre isolée à Milan en 1858, puis de nouveau en 1860, lors de ses missions pour la National Gallery visant à enrichir ses collections en peinture de la Renaissance nordique. Au cours de ces visites, il examine également trois autres panneaux qu’il juge étroitement apparentés, bien qu’ils ne soient pas alors proposés à la vente. Dans ses notes, il consigne leurs descriptions et leur attribue les titres suivants : L'Annonciation (aujourd’hui au J. Paul Getty Museum), L'Adoration des Mages (en collection privée en Allemagne), et La Présentation au Temple — ou peut-être La Résurrection — (conservée au Norton Simon Museum, à Pasadena, en Californie). Ces trois tableaux sont réunis lors de l’exposition de 1872 au musée de la Brera à Milan, prêtés à cette occasion par les descendants de Diego Guicciardi.
De format identique à La Mise au tombeau, ces œuvres présentent une gamme chromatique et une composition pigmentaire analogues, exécutés sur des toiles de lin similaires selon la même technique à la colle animale, bien que leur état de conservation se révèle moins satisfaisant. Il est vraisemblable que ces panneaux aient été doublés et retendus simultanément par un même restaurateur, ce qui laisse penser qu'ils sont demeurés ensemble jusqu'à une date proche de l’acquisition de La Mise au tombeau par la National Gallery.
En 1988, l’historien de l’art Robert Koch met en évidence la remarquable cohérence entre les quatre panneaux décrits par Eastlake, tant par leur provenance que par leur support, leur technique, leur tonalité et leur palette. S’appuyant sur ces affinités, il émet l’hypothèse qu’ils constituaient à l’origine les volets latéraux d’un Retable polyptyque à cinq éléments. En prenant pour modèle le Polyptyque du Saint-Sacrement que Bouts réalise entre 1464 et 1468 — dont les quatre volets présentent une hauteur identique à celle de La Mise au tombeau —, Koch propose une reconstitution théorique de l’ensemble : un panneau central de grand format aurait été flanqué de quatre volets latéraux, deux de chaque côté, mesurant chacun la moitié de sa hauteur et de sa largeur. Dans cette configuration, La Mise au tombeau occuperait la position du panneau supérieur droit, au-dessus de L’Adoration des Mages. 

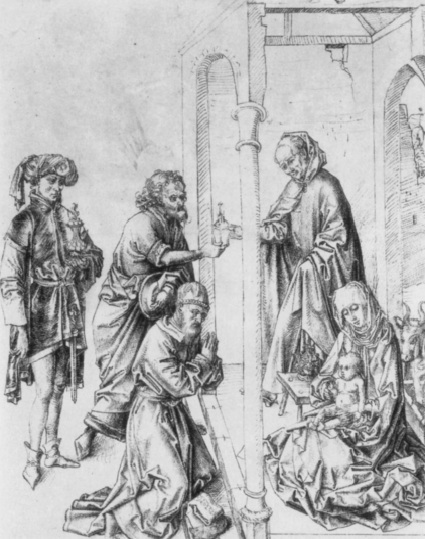
Copie à l'encre de lAdoration des Mages d'un artiste inconnu. Palais des Offices, Florence.

Le panneau central de cet ensemble n’a pas encore été identifié de manière certaine. Koch, suivi par Lorne Campbell, suggère qu’il pourrait s’agir de La Crucifixion aujourd’hui fragmentaire, conservée aux musées royaux des Beaux-arts à Bruxelles. Ses dimensions (181 × 153,5 cm) correspondent exactement au double de celles des volets, ce qui renforce cette hypothèse,. Campbell estime que le retable aurait été exécuté sur commande en vue d’une exportation, probablement à destination de Venise. Comme de nombreux grands ensembles religieux, il aurait été démembré au XVIIe siècle, période durant laquelle ce type de peinture monumentale passe de mode et se trouve davantage valorisé sous forme de panneaux isolés.
Les auteurs du catalogue raisonné publié en 2006 réévaluent l’hypothèse avancée par Bomfort, Roy et Smith, puis reprise par Koch, Hans van Miegroet et Lorne Campbell, selon laquelle le panneau de La Résurrection aurait occupé la position centrale d'un retable unique auquel se rattacheraient également La Mise au tombeau conservée à Londres. Ils observent toutefois que « cette reconstitution a, à son tour, suscité diverses théories, dont aucune n’a encore trouvé d’adhésion unanime ».
Périer-D’Ieteren indique, au nom de l’équipe éditoriale, reconnaître l’unité de L'Annonciation, La Mise au tombeau et La Résurrection, toutes trois issues de la collection Guicciardi. En revanche, l’intégration de La Crucifixion au même ensemble leur paraît relever d’une construction conjecturale difficilement justifiable. Ils concluent en soulignant que « nul avis définitif ne semble possible ; trop de zones d’ombre subsistent pour que l’on puisse considérer le débat comme définitivement tranché ».

## Datation et attribution

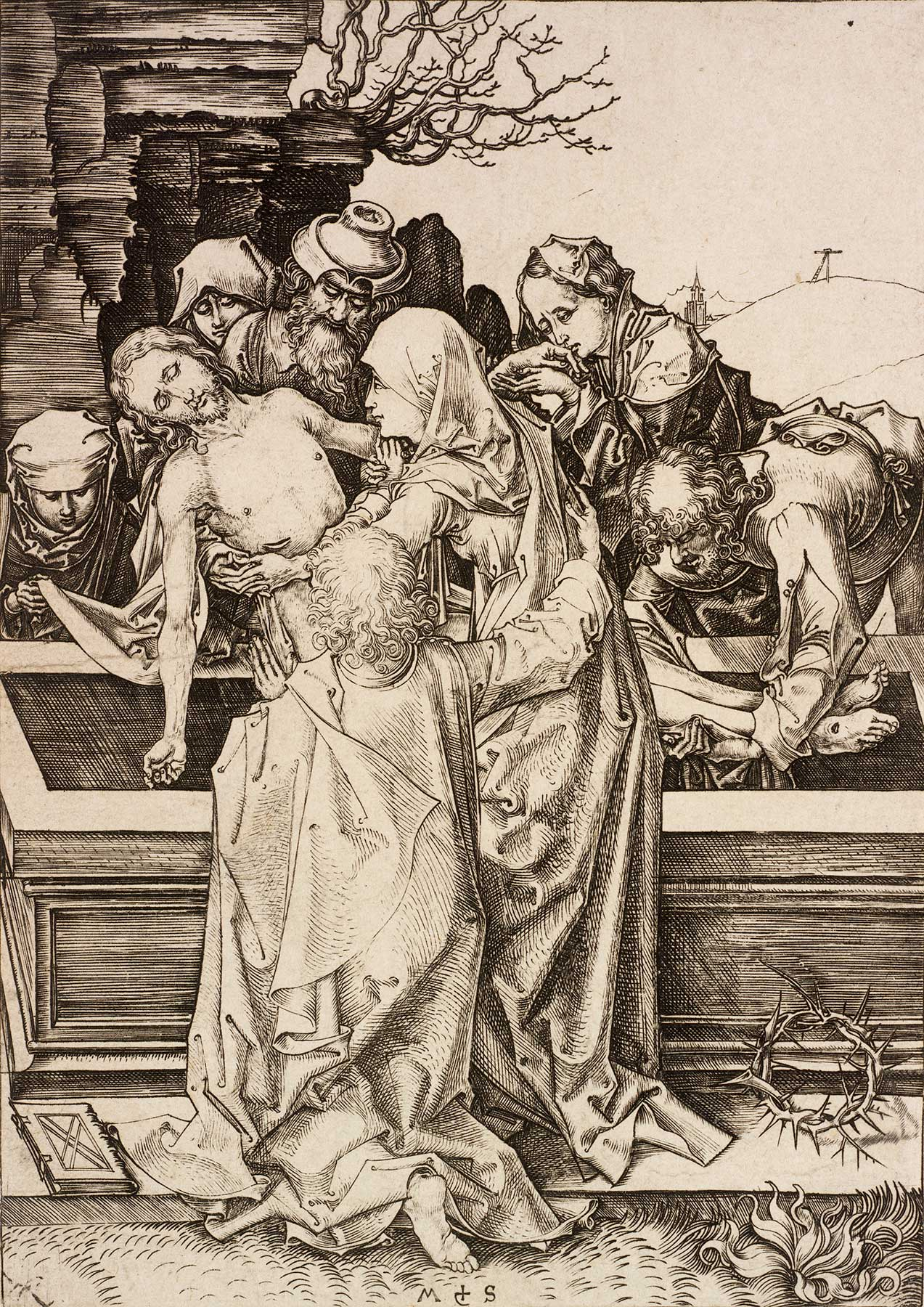
La Mise au tombeau, gravure de Martin Schongauer, vers 1480. Musée d'Art de l'école de design de Rhode Island.

Dirk Bouts ne laisse aucune signature sur ses tableaux, ce qui complique notablement leur attribution et leur datation. Les spécialistes s’emploient dès lors à retracer l’évolution de son art, en particulier l’affinement progressif de sa maîtrise de la perspective et l’adoption de points de fuite unifiés, afin d’ancrer ses œuvres dans une chronologie relative cohérente. Si cette composition se distingue par une richesse chromatique parmi les plus accomplies de son œuvre, certaines approximations dans la construction de l’espace laissent supposer qu’elle ne saurait être postérieure à 1460. L’artiste recourt fréquemment à des citations visuelles empruntées à des maîtres qui ont nourri sa formation, intégrant dans ses toiles des motifs aisément identifiables et précisément datables, lesquels constituent autant de jalons pour l’analyse historique. En lien avec La Résurrection, tableau qui lui est associé, l’historien de l’art britannique Martin Davies reconnaît dans cette Mise au tombeau l’influence manifeste de La Descente de croix de Rogier van der Weyden (vers 1435), ainsi que celle du Retable de Miraflores, réalisé dans les années 1440, ce qui permet de situer la genèse de l’œuvre dans le courant de la décennie suivante,. Robert Koch, quant à lui, en propose une datation plus resserrée, qu’il situe entre 1450 et 1455.
Les œuvres de la collection Guicciardi sont des peintures réalisées à la colle sur tissu, proches par la technique mais d’une qualité inférieure. Eastlake qualifie ces pièces, dans ses carnets, de « moins bien conservées ». Leur style et leurs dimensions évoquent celles de La Mise au tombeau, laissant supposer qu’elles formaient sans doute les volets d’un polyptyque plus étendu. À l’époque, La Mise au tombeau était attribuée à Lucas van Leyden, même si Eastlake estime que, en raison de sa puissance expressive, elle pourrait relever de la main de van der Weyden. Bouts, élève de ce dernier, subit une influence notable de l’œuvre de son maître. En 1953, Davies suggère que la figuration et la posture dans La Mise au tombeau s’inspireraient d’un petit relief en grisaille logé dans l’arc du panneau central du retable de Miraflores de van der Weyden,.
Le tableau arrive à Londres en provenance de Milan en 1861, mais son attribution à Bouts ne se précise qu’en 1911. Deux copies attestées subsistent : un panneau simple vendu en 1934 à un collectionneur privé à Munich, ainsi qu’un panneau en chêne attribué à un disciple, conservé à Kreuzlingen, en Suisse,.

## Parcours de l'œuvre
Dans une période marquée par une politique d’acquisition ambitieuse visant à asseoir le rayonnement international des collections britanniques, l’œuvre entre en 1860 dans les collections de la National Gallery. Elle est acquise à Milan par Charles Lock Eastlake, auprès de la famille Guicciardi, pour une somme légèrement supérieure à 120 livres sterling, en même temps qu’un ensemble d’autres peintures d’artistes flamands,,. Dans ses annotations, Eastlake mentionne que ces œuvres auraient « originellement appartenu à la famille Foscari ». Cette lignée patricienne de Venise compte parmi ses membres Francesco Foscari, doge de la république au moment présumé de la réalisation du tableau, et dont la figure tragique inspire à Lord Byron son drame Les Deux Foscari, avant d’être transposée à l’opéra par Giuseppe Verdi dans I due Foscari. Cependant, aucune source documentaire ne vient confirmer de manière certaine l’authenticité de cette provenance. Plusieurs historiens de l’art émettent l’hypothèse que les Guicciardi auraient forgé cette filiation prestigieuse afin d’attirer l’intérêt d’Eastlake. Lorne Campbell considère néanmoins cette origine comme plausible. Il rappelle que l’un des descendants de la famille, Ferigo Foscari (1732–1811), ambassadeur auprès de la cour impériale de Russie à Saint-Pétersbourg, a ruiné son patrimoine et aurait pu se résoudre à vendre des tableaux issus de l’héritage familial. Campbell formule en outre l’hypothèse que l’œuvre ait été commandée dès l’origine en vue d’une exportation vers Venise. Il souligne à ce titre que le lin, une fois roulé, se prête mieux au transport que la toile, et que la présence d’une rangée de perforations sous la bordure supérieure pourrait indiquer qu’un tiers, extérieur à Bouts ou à son atelier, ait procédé au montage, à la mise en tension et à l’encadrement de la peinture,.

## Influences
L’exemplarité et la réputation de la peinture néerlandaise du XVe siècle se diffusent largement à travers l’Europe dès la fin de cette période, engendrant de nombreuses copies ou adaptations inspirées des maîtres flamands. S’inspirant vraisemblablement du schéma compositionnel de Rogier van der Weyden, la toile londonienne représente le seul vestige connu d’une œuvre de Bouts consacrée à ce thème. L’influence de La Mise au tombeau de Bouts se retrouve à son tour dans la gravure homonyme que réalise vers 1480 l’artiste allemand Martin Schongauer, qui en adopte la structure tout en restituant, par le biais du geste peint, la posture, l'expression ainsi que l’intensité émotionnelle caractéristique de Bouts.